# Condado de Jomda
El condado de Jomda es un condado de la prefectura de Chamdo en la Región Autónoma del Tíbet.

## Divisiones administrativas
Jomda está dividida en 2 ciudades y 11 municipios.
- Jomda [zh] (Estándar tibetano: འཇོ་མདའ་, chino: 江达镇)
- Gamtog (སྐམ་ཐོག་, 岗托镇)
- Kargang Township [zh] (མཁར་སྒང་, 卡贡乡)
- Üpäl Township [zh] (ཨུད་དཔལ་, 岩比乡)
- Qongkor Township [zh] (ཆོས་འཁོར་, 邓柯乡)
- Sibda Township [zh] (སྲིབ་མདའ་, 生达乡)
- Municipio de Nyaxi [zh] (ཉ་གཤིས་, 娘西乡)
- Zigar Township [zh] (རྫི་སྒར་, 字呷乡)
- Municipio de Qu'nyido [zh] (ཆུ་གཉེས་མདོ་, 青泥洞乡)
- Municipio de Woinbodoi [zh] (དབོན་པོ་སྟོད་, 汪布顶乡)
- Dêrdoin Township [zh] (གཏེར་སྟོན་, 德登乡)
- Municipio de Tongpu (གདོང་ཕུ་, 同普乡)
- Municipio de Bolo (སྤོ་, 波罗乡)